# Herb Dobrzynia nad Wisłą
Herb Dobrzynia nad Wisłą – jeden z symboli miasta Dobrzyń nad Wisłą i gminy Dobrzyń nad Wisłą w postaci herbu. Wizerunek herbowy znany jest z czternastowiecznej miejskiej pieczęci.

## Wygląd i symbolika
Herb przedstawia na czerwonej tarczy herbowej basztę forteczną barwy białej z bramą wjazdową i blankami oraz dwoma oknami w układzie jedno obok drugiego, zwieńczoną ciemnozielonym dwuspadzistym dachem. Po obydwu stronach baszty umieszczone są złote inicjały D i B (odpowiednio po heraldycznie prawej i lewej stronie baszty).